# Ricchi a tutti i costi
Ricchi a tutti i costi è un film commedia del 2024, scritto e diretto da Giovanni Bognetti, sequel del film del 2022 Natale a tutti i costi, diretto dallo stesso Bognetti.

## Trama
Una sera, in un locale, Anna incontra Nunzio, suo ex del liceo con un passato discutibile. Dopo un tentato approccio in auto da parte di lui, Anna si defila in casa rifiutando Nunzio e salutandolo definitivamente. Un mese dopo, Anna, suo marito Carlo e i suoi figli Alessandra ed Emilio, si ritrovano al ristorante ad attendere la madre di Anna, nonna Giuliana, in attesa di un annuncio. La famiglia crede che la notizia abbia a che fare con la famosa eredità di 6 milioni di Giuliana. In realtà, la notizia riguarda il fidanzamento di Giuliana proprio con Nunzio.
Anna, devastata dalla notizia, comprende da subito che Nunzio sta usando Giuliana per ereditare i soldi e, peggio ancora, di ottenerli tramite un omicidio. A confermare l'accusa sono già le morti improvvise delle due ex mogli di Nunzio, anch'esse molto più grandi di lui e soprattutto milionarie. Quando Anna tenta di avvisare Giuliana, quest'ultima le risponde che i due si sposeranno a Minorca e poi si trasferiranno in Brasile. Raggiunto il limite della sopportazione, Anna progetta un piano: uccidere Nunzio. Inaspettatamente, trova l'appoggio della sua famiglia, anche se Emilio si prospetta da subito contrario.
La famiglia si riunisce prima del viaggio e la figlia Alessandra pianifica il piano: a Minorca cresce una pianta, l'aconito, che se ingerito provoca una morte per asfissia e dunque, un infarto che potrebbe di fatto, scagionarli da ogni pericolo di accusa di omicidio. Giunti a Minorca alla villa affittata per il matrimonio, la famiglia Delle Fave scopre però di non essere da soli, poiché sono presenti anche Luis e Patricia, il guardiano della villa e la sua compagna. Il piano si complica e, oltretutto, Alessandra perde un'occasione per spingere Nunzio da una scogliera isolata, mancandole il coraggio di compiere il gesto. Quello stesso giorno, trovando lo sconforto di Anna che si dichiara delusa in quanto la famiglia non riesce a essere unita neanche in un gesto come quello dell'omicidio, Alessandra ed Emilio partono alla ricerca dell'aconito. Tuttavia, Emilio si imbatte senza accorgersene nella pianta velenosa, che al contatto con la pelle gli provoca una brutta infezione. Usciti dall'ospedale, i due figli dichiarano fallito il piano, in quanto in caso di omicidio la polizia potrebbe collegare l'aconito proprio a Emilio.
Nel frattempo, Carlo decide di far credere alle persone della villa che Nunzio sia depresso e voglia suicidarsi, arrivando anche a inscenare goffamente un tentativo di suicidio da parte di Nunzio nella piscina, sfruttando le telecamere di sorveglianza. Anche questo piano fallisce in quanto le videocamere si rivelano inutili. Nel mentre, a pochi giorni dal matrimonio, alla villa giunge anche Bojan, wedding planner serbo arrivato dal Cile e testimone di nozze di Nunzio. Bojan è momentaneamente cieco per via di un incidente agli occhi. La famiglia decide quindi di passare al piano B: chiudere Nunzio dentro la macchina e soffocarlo con il gas del tubo di scappamento attivato. Carlo farà scrivere a Nunzio, con una scusa, una lettera di addio per simulare il suicidio. Questo piano però viene discusso in una piccola riunione di famiglia che viene origliata da Bojan. Quest'ultimo, a due giorni dal matrimonio, comunica ad Anna di essere a conoscenza delle loro intenzioni, ma richiede una somma di denaro in cambio del suo silenzio di 400 000 €. Anna accetta e il piano prosegue con la complicità di Bojan. Quella notte, Carlo si sveglia nel cuore della notte e nota l'assenza di Anna nel letto. Cercandola in giardino, vede Nunzio amoreggiare con qualcuno vicino alla piscina e Carlo pensa che si tratti di Anna. Anna, più tardi, gli rivela però di essere andata a fare una passeggiata e dice che sicuramente Nunzio stesse avendo l'ennesimo rapporto con Giuliana.
La sera seguente, nonché l'ultima prima del matrimonio, va attuato il piano stabilito: Giuliana esce per il suo addio al nubilato insieme a Bojan e alle sue amiche del burraco, Anna riesce ad allontanare anche il custode Luis, mentre Patricia è malata a letto per una forte emicrania. Tutto sembra andare secondo i piani e la famiglia Delle Fave riesce a addormentare Nunzio con una grossa quantità di sonnifero. Vedendo Nunzio privo di sensi, Emilio e Alessandra si tirano improvvisamente fuori con la comprensione dei loro genitori che, invece, decidono di proseguire. Giunti però all'auto scelta per l'omicidio, i due si rendono conto che è elettrica e dunque priva di tubo di scappamento. I due si arrendono al triste destino del matrimonio imminente. Durante la notte, però, tutti vengono svegliati da degli spari e, spaventati, si dirigono verso la piscina dove trovano Nunzio sanguinante, Luis con la pistola in mano e Patricia in lacrime: si scopre che Nunzio e Patricia avevano instaurato un rapporto extra-coniugale, scoperti in seguito da Luis. Patricia, dunque, era la donna con Nunzio intravista da Carlo la notte precedente.
Con Nunzio in ospedale, Giuliana pare tuttavia irremovibile sul partire per il Brasile nonostante il tradimento. La donna ha in realtà un piano: non si sposeranno, partiranno in Brasile dove lei passerà i suoi ultimi anni su una spiaggia da sogno, mentre tratterà Nunzio da schiavo; decide anche di rinunciare ai 6 milioni, promettendo ad Anna di versarle tutti i soldi sul conto. Nonostante il disappunto, Anna la lascerà partire e, senza dire nulla al marito e i figli sui soldi, promette una futura vacanza che possa ancora una volta tenere unita la famiglia.

## Produzione
Successivamente alla produzione di Natale a tutti i costi per Netflix del 2022, il regista Giovanni Bognetti ha iniziato a lavorare sul sequel del film basato sul film francese Mes très chers enfants, scritto e diretto da Alexandra Leclère. Il film è stato prodotto da Iginio Straffi e Alessandro Usai e dalle case di produzione Sony Pictures Entertainment Italia e Colorado Film.
Gran parte delle riprese sono state effettuate sull’isola di Minorca, principalmente a Ciutadella, ma alcune scene sono state girate nella zona dell’Argentario tra Orbetello e Talamone oltreché a Roma.

## Distribuzione
Il film è stato distribuito il 4 giugno 2024 sulla piattaforma Netflix.

## Accoglienza
Il film è stato accolto con recensioni miste da parte della critica cinematografica italiana, la quale ha riscontrato criticità nella sceneggiatura e nella costruzione delle scene comiche, apprezzando tuttavita il cast attoriale, e in particolare per la recitazione di De Sica e Finocchiaro.
Davide Di Francesco di Ciak scrive che il film si prefigge di «portare la classica routine di una famiglia semplice in un contesto più drammatico» trovandola riuscita grazie alla capacità di interpretazione del cast attoriale. Eugenio Grenna di Sentieri selvaggi scrive che il regista propone «un franchise insospettabilmente divertente che, fiero della sua natura popolare, non smette di esplorare registri alti e bassi, riuscendo a non farsi mai volgare».
In una recensione meno entusiasta Martina Barone di The Hollywood Reporter Roma scrive che il film «usa i più classici degli espedienti narrativi» nella trama, su cui si impostano «le soluzioni e le gag con cui intrattenere il pubblico sono di matrice assai meno sofisticata». La giornalista riporta inoltre che si riscontra «un tono altalenante e la mancanza di brio tra cast e copione», accompagnando a «un finale che tedia ben prima di arrivare». Lorenzo Ciofani del Cinematografo afferma che sebbene le intenzioni della regia «tendono alla commedia nera, al macabro dei vecchi merletti e alla farsa sopra le righe» essa finisce per «cedere il passo a un passo non sempre esaltante, con l’asciuttezza che qua e là costeggia la fiacchezza», descrivendola in definitiva come «una commedia commerciale».